# فاليريان أباكوفسكي
فاليريان أباكوفسكي (الروسية: Валериа́н Ива́нович Абако́вский) هو مهندس وسائق ومخترع سوفيتي، ولد في 5 أكتوبر من عام 1895 في ريغا في الإمبراطورية الروسية وقتها، وتوفي في 24 يوليو من عام 1921 في سربوخوف بسبب حادث سير ودُفِنَ في مقبرة سور الكرملين في موسكو. يعد أباكوفسكي مخترع أول قطار نفاث في روسيا وهو الاختراع الذي تسبب بموته.

## النشأة
ولد أباكوفسكي في ريغا في 5 أكتوبر من عام 1895 لعائلة روسية. على الرغم من أنه مخترع موهوب، إلا أنه عمل كسائق لجهاز التشيكا في تامبوف.

## اختراعه

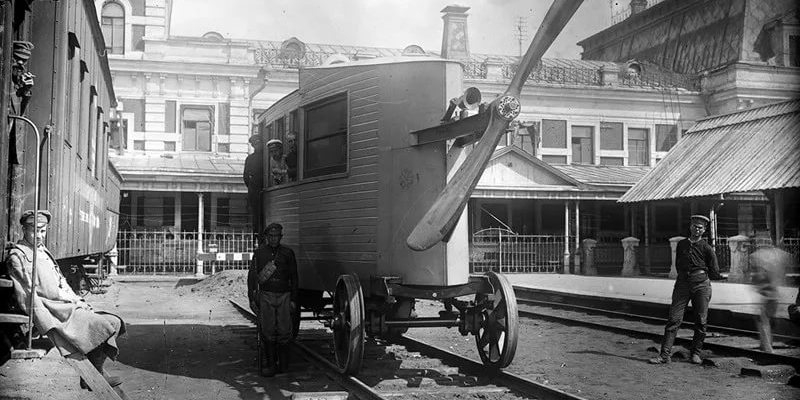
الاختراع

الإختراع الذي قام أباكوفسكي به هو الايروفاغن (الروسية: Аэроваго́н) وهو عبارة عن عربة سكك حديدية تجريبية عالية السرعة مزودة بمحرك طائرة ومروحة دافعة داسرة. كان الهدف منه في الأصل نقل المسؤولين السوفييت بسرعة أكبر.

## وفاته
في 24 يوليو من عام 1921، اُخِذت مجموعة من الشيوعيين بقيادة السياسي السوفيتي فيودور سيرغييف بعربة بالايروفاغن من موسكو إلى مناجم تولا بهدف اختبار الاختراع وتجربته. كان أباكوفسكي أيضا على متن العربة. تمكنوا من الوصول بنجاح إلى تولا، ولكن وفي طريق العودة إلى موسكو، خرجت العربة عن مسارها بسرعة عالية، مما أسفر عن مقتل 7 من أصل 22 كانوا على متنها، وكان أباكوفسكي من ضمن القتلى. دُفِن القتلى في مقبرة سور الكرملين.

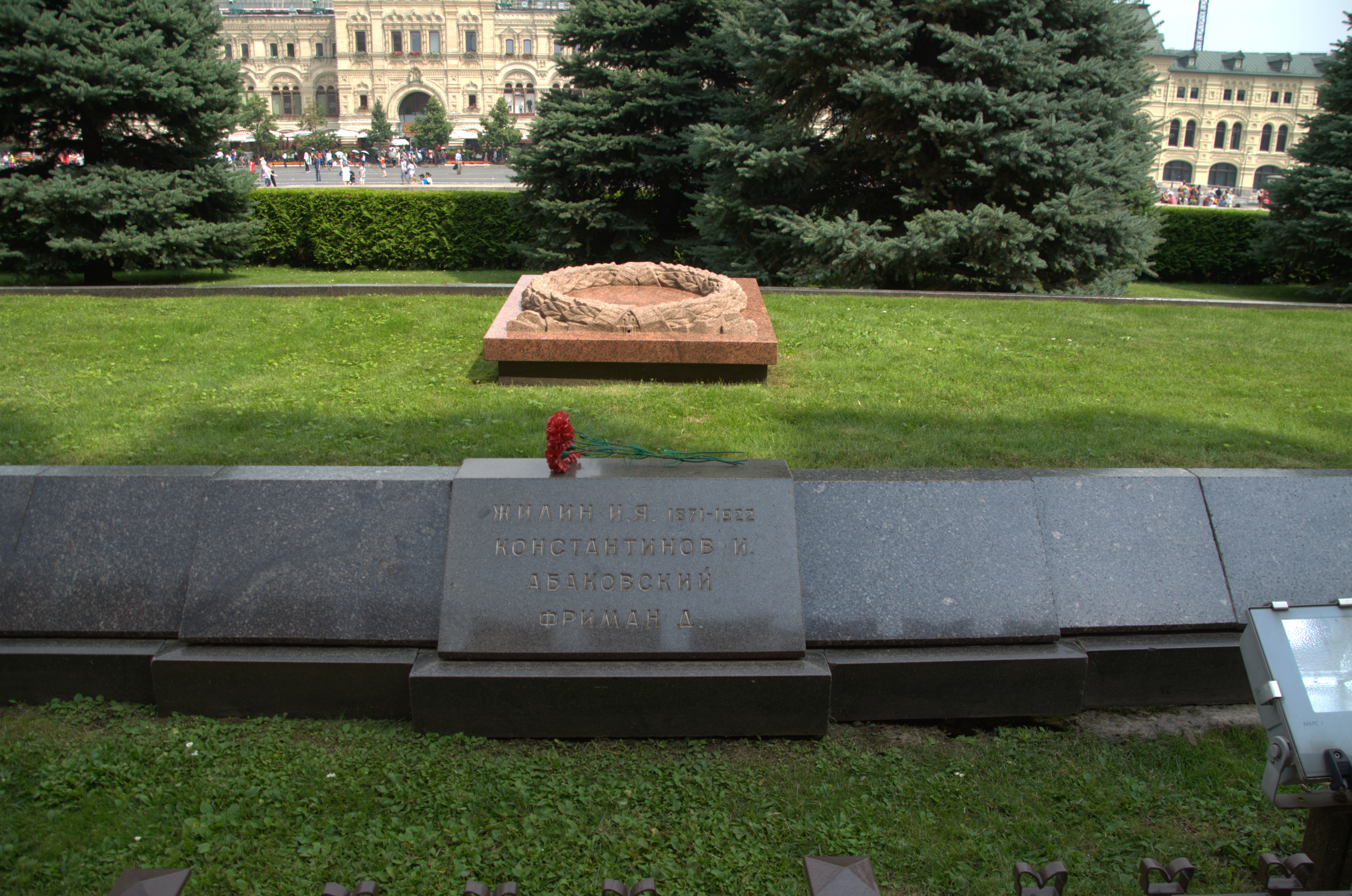
قبر جماعي يحمل الرقم 13 في مقبرة سور الكرملين، يعد قبر لكل من إيفان تشيلين، وإيفان كونستانتينوف، وفاليريان أباكوفسكي وبول فريمان